# Уряд Гоа
Уряд штату Гоа — вищий орган управління індійського штату Гоа. Є однопалатним законодавчим органом, що складається з сорока членів законодавчих зборів Гоа, на чолі з головним міністром Гоа (англ. Chief Minister), який є головою всіх виконавчих органів влади штату. На даний момент главою кабінету міністрів Гоа є Манохар Паррікар, що приніс клятву вірності на посту 9 березня 2012 року.

## Опис
Уряд складається з партії коаліції, що отримала більшість місць на державних виборах. Губернатор призначається Президентом Індії. Роль губернатора, здебільшого, є церемоніальною, але виступає основною вирішальною силою при вирішенні питання про те, хто саме формуватиме наступний уряд або законодавчі збори на найближчі кілька років. Після встановлення стабільного управління в країні, за останні тридцять років штат має репутацію одного з найбільш політично непередбачуваних і нестабільних; за останні п'ятнадцять років, між 1990 і 2005 роками, в Гоа змінилося чотирнадцять урядів.
На виборах 2012 року перемогу здобула націоналістична партія «Бхаратія джаната», що кількісно перевершила уряд Індійського Національного Конгресу в Гоа, на чолі з головою кабінету дігамбарів Камато. Альянс під командуванням BJP отримав на тих виборах 24 місця з 40, з них сама партія «Бхаратія Джаната» посіла 21 місце, і партія Maharashtrawadi Gomantak зайняла 3 місця.